# 長野県道298号土合松本線

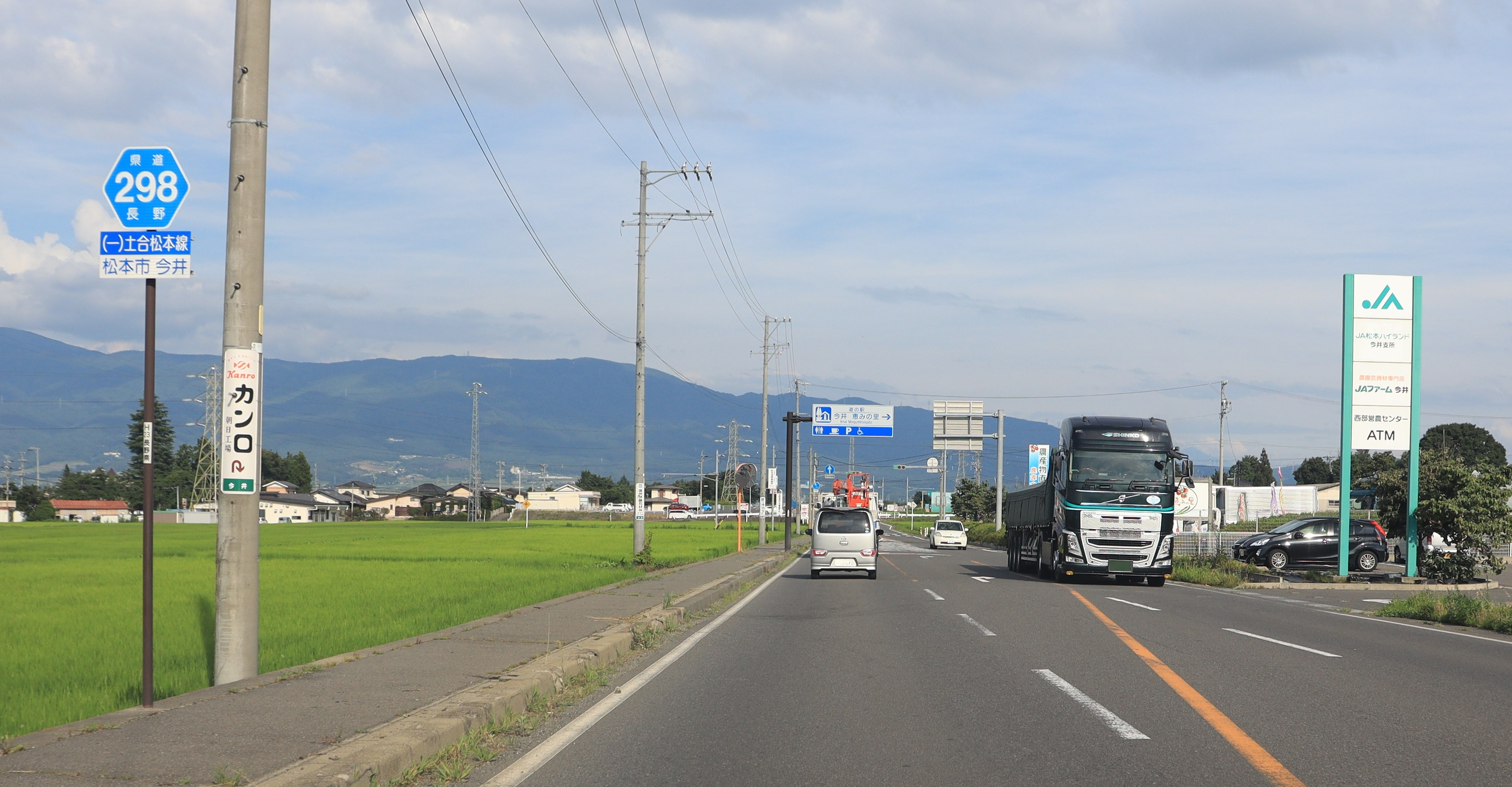
道の駅今井 恵みの里付近を通る長野県道298号土合松本線、松本市今井にて

長野県道298号土合松本線（ながのけんどう298ごう どあいまつもとせん）は、長野県東筑摩郡朝日村大字小野沢字土合の長野県道292号御馬越塩尻停車場線交点から長野県松本市神林の長野県道48号松本環状高家線交点までを結ぶ一般県道。

## 地理
田園地帯の中を走るため、周囲には建物が少ない。
- 松本市立今井小学校
- 道の駅今井 恵みの里
- 信州スカイパーク

### 通過する自治体
- 長野県
  - 東筑摩郡朝日村 - 松本市

### 交差する道路
- 長野県道292号御馬越塩尻停車場線（東筑摩郡朝日村大字小野沢字土合＝信号無交差点＝起点）
- 長野県道293号上今井洗馬停車場線（松本市今井大字中村=信号無交差点）
- 長野県道25号塩尻鍋割穂高線（松本市大字今井字東耕地＝信号無交差点）
- 長野県道115号松本平広域公園線（松本市大字今井字下今井＝信号無交差点）
- 長野県道48号松本環状高家線（松本市神林＝南荒井西交差点、終点）